# João Meneguzzi
João Meneguzzi (Caxias do Sul, 19 de novembro de 1883 — Caxias do Sul, 14 de dezembro de 1965) foi um padre católico brasileiro. Foi cônego e vigário da Matriz de Caxias do Sul (depois a Catedral), figura de grande projeção e influência na comunidade nos âmbitos religioso, social, cultural, político e educativo.

## Carreira
Era filho de Andrea Meneguzzi (André) e Angela da Ros (Daros). Teve como irmãos Francisco e Natal. Fez sua preparação no Seminário Episcopal em Porto Alegre, sendo ordenado em 30 de novembro de 1908 pelo arcebispo Cláudio Ponce de Leão. Trabalhou na paróquia de Alegrete, onde permaneceu três anos. Em sua partida em 12 de julho de 1911 foi homenageado com grande festa, e o jornal A Federação refere que era muito estimado.
Assumiu a paróquia da Matriz de Caxias em 16 de julho, governando-a até 11 de julho de 1943. Antes da criação da Diocese e da fragmentação da paróquia da Matriz, teve sob sua responsabilidade mais 45 capelas nos bairros e na zona rural. Foi nomeado cônego em Porto Alegre em agosto de 1921, sendo recebido em Caxias com grande préstito e banquete no Hotel Paternoster. A Diocese foi criada em 1934, em 16 de março de 1936 foi nomeado consultor diocesano, no dia 17 foi instalado como membro do Congresso Diocesano de Párocos, e em 27 de abril de 1942 foi nomeado vigário-geral da Diocese, sendo substituído em 11 de julho de 1943 no cargo de cura da Sé, que até então ocupara, pelo padre Ernesto Brandalise. Em 1944 foi distinguido com o título de Prelado Doméstico de Sua Santidade. Nomeado vigário capitular em 19 de novembro de 1951, por ocasião da morte do bispo dom José Barea, assumiu o governo da Diocese até a posse do sucessor dom Benedito Zorzi em 6 de dezembro de 1952.

## Obra

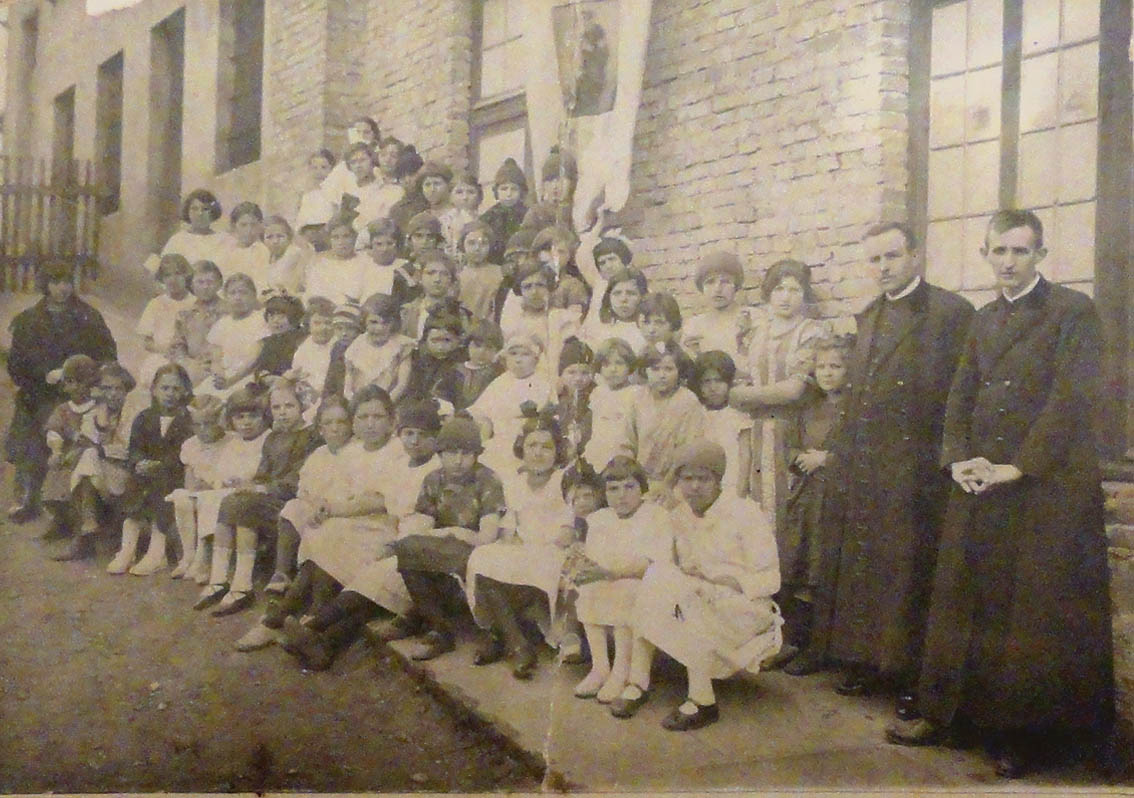
A diretoria e alunos da Escola Paroquial Santo Antônio em torno de 1923. À extrema esquerda, de roupa escura, está a professora Zulmira de Paula Pinto, e à extrema direita estão o monsenhor João Meneguzzi e o padre Edmundo Rambo.

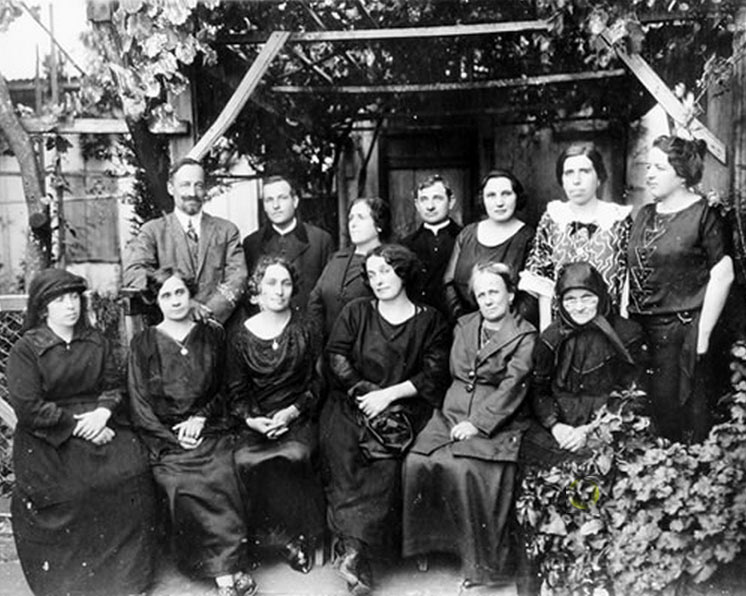
Uma das primeiras Diretorias das Damas de Caridade. Só foram identificados com segurança, na fila de trás, de pé, o padre João Meneguzzi, o segundo da esquerda para a direita, e Santina Amoretti Sartori, a última dama à direita, e na fila da frente, sentadas, Amazilia Penna de Moraes, Ignez Parolini Thompson e Teresa Paternoster Rossi, respectivamente a segunda, a quarta e a última da esquerda para a direita.

Foi o responsável pelas conclusão do edifício da Matriz, principalmente a fachada e a decoração interna, construiu a Casa Canônica inaugurada em 1918, um dos prédios históricos mais emblemáticos da cidade, lançou os fundamentos do campanário (só foi construído em 2007 com um projeto modificado), criou o Apostolado da Oração em 1911, tradicional grupo de cultivo da fé, instalou a Comarca Eclesiástica da cidade, sendo seu primeiro vigário forâneo, fundou capelas rurais, colaborou fundamentalmente na criação e instalação da Diocese de Caxias do Sul em 1934 como líder da Comissão Pró-Bispado; do Seminário Diocesano, fundado em 1937 e inaugurado em 1939, e das paróquias do Santo Sepulcro (1934), de Nossa Senhora de Lourdes (1942) e de São Pelegrino (1942).
A ele se deve também a fundação de outras entidades assistenciais, escolas e grêmios culturais. Fundou em 1913 a Sociedade Recreio Dante, a primeira entidade a oferecer educação noturna a jovens e operários, com aulas de ensino elementar e um curso técnico de Comércio, além de contar com biblioteca e promover eventos recreativos "instrutivos e morais", como cinema e teatro. Em 1922 criou e passou a dirigir a Escola Paroquial Santo Antônio na Casa Canônica, na sede urbana, e na mesma época, com o apoio do poder público e o auxílio do padre Edmundo Rambo, lançou um projeto de criação de uma rede de escolas paroquiais para atendimento da zona rural e dos bairros, ao mesmo tempo objetivando conter o crescimento da influência protestante na cidade. As escolas paroquiais duraram cerca de dez anos, e na gestão de Miguel Muratore (1930-1935) foram incorporadas à rede municipal de ensino. Destas escolas, as mais destacadas foram a E. P. São Vicente de Paula, a E. P. São João Batista de La Salle e a E. P. Dom João Becker. Em 1924 participou de uma comissão municipal para a fundação da primeira escola secundária da cidade. Com a colaboração de Angelina Michielon e uma comissão especial, fundou em 1928 o Orfanato Santa Teresinha, o primeiro de Caxias e antecessor do Colégio Madre Imilda, permanecendo como um dos seus principais beneméritos.
Merece nota ainda seu papel na história do Colégio Nossa Senhora do Carmo e do Colégio São Carlos, ambos ainda ativos e entre os mais tradicionais de Caxias, naquele sendo presidente honorário da comissão de obras do seu prédio de alvenaria, que é o bloco central do complexo hoje existente, e neste promovendo a fundação da Congregação de São Carlos Borromeu, mantenedora do educandário que foi o primeiro da cidade a dedicar-se à formação de religiosos professores. Supervisionou a criação das Conferências Vicentinas em 1933, uma no Colégio do Carmo e outra na Capela de São Pelegrino, que deram origem mais tarde à Sociedade Caxiense de Auxílio aos Necessitados, e instalou em 1934 o Círculo Operário Caxiense, entidade assistencialista de mútuo socorro de relevante trajetória.
Também sob a sua tutela foi fundada em 1913 a Associação das Damas de Caridade, um grupo de senhoras da sociedade que se reuniram primeiro para angariar fundos para a construção do altar-mor da Matriz, e logo expandiram suas atividades para dedicar-se ao socorro dos pobres, principalmente na área da saúde, fundando em sequência o Hospital Pompeia, o primeiro hospital regional da zona de imigração italiana e até hoje de intensa e benemérita atuação, mantendo um caráter filantrópico. Meneguzzi permaneceu como Diretor Espiritual da Associação, e nas palavras de Brandalise, “Só Deus sabe quanta caridade foi feita. Todas as diretorias foram incansáveis e dedicavam grande parte do dia ao Hospital. [...] Graças a estas Damas temos, com o apoio da autoridade eclesiástica, este monumento que orgulha Caxias do Sul”.
Foi mestre de capela da Matriz e deixou ainda importante contribuição no campo da memória e das tradições, sendo o compilador, junto com dom José Barea, de uma coleção de hinos sacros e cantigas populares típicos da região. É dele a autoria da música do Hino a Nossa Senhora de Caravaggio, usado pelos devotos da região, do Hino das Capelinhas Domiciliares da Paróquia da Catedral, e outras melodias sacras.

### Política
Em virtude da vasta influência da Igreja da época sobre a população e os assuntos de interesse público, e da sua posição eminente na hierarquia eclesial da região, Meneguzzi acabou naturalmente envolvendo-se na política. Foi secretário-geral da comissão executiva da Liga de Defesa Nacional, fez parte de várias comissões municipais, representou o povo em demandas junto às autoridades e intermediou a pacificação de várias crises comunitárias numa época de coronelismo e disputas e enfrentamentos não raro violentos. Atuou em um período de declínio local do poder do Partido Republicano Riograndense, provocado em grande parte pela influência católica, e que havia gerado tensões com o governo estadual, dominado pelo PRR desde o século XIX, que acabaram revertendo em prejuízos para a Igreja, uma vez que ela dependia, para muitos dos seus projetos, da aprovação e apoio das autoridades civis. O afastamento se devia muito ao fato de que a maioria dos políticos do PRR estava ligada à maçonaria, ao positivismo e/ou ao liberalismo, demonizados pela Igreja, embora compartilhasse com esses movimentos uma forte preocupação com a educação, a ordem e moralidade pública. Orientado pelo alto clero de Porto Alegre para que buscasse uma reaproximação com o poder público, desenvolveu uma política de entendimento e ajuda mútua. Nas palavras de Eliana Rela, "homem de larga visão política, conhecia os caminhos que levavam a Igreja a uma aproximação com os grupos fundamentais e, ao mesmo tempo, conhecia os caminhos que a afastavam do grupo dominante, como acontecera na primeira fase do processo, contrariando o padrão de posicionamento do catolicismo riograndense".

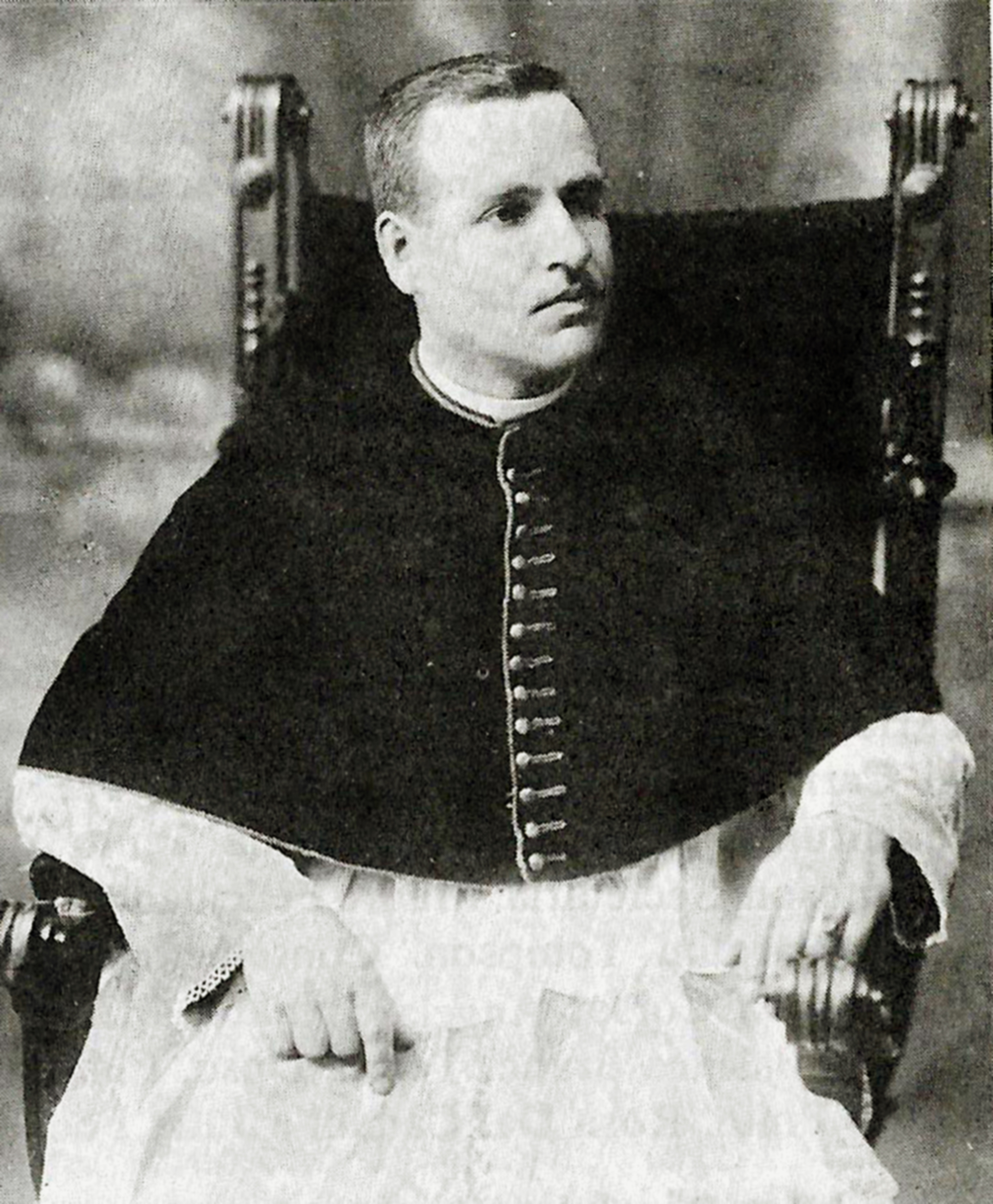
João Meneguzzi.

A fundação de sociedades culturais foi, assim, entendida também como uma forma de criar locais de consenso entre forças divergentes, e uma forma de dissipar tendências de formação de grupos radicais, vistos como prejudiciais à harmonia da sociedade e à moralidade pública, especialmente tentando atrair os jovens, que sob a tutela da Igreja seriam "bem formados" e poderiam no futuro servir à comunidade como bons cidadãos, mas sobretudo como bons e leais católicos, capazes, quando necessário, de enfrentar o partido dominante em defesa da Igreja. No mesmo sentido funcionou a fundação do Apostolado da Oração, um movimento nacional que era uma das esperanças da Igreja para uma renovação católica da sociedade, buscando atingir as famílias diretamente através do cultivo de um espírito de vivência cristã, bem como de um senso de hierarquia através da orientação de um grupo de zeladores, a quem cabia preservar a ortodoxia religiosa e a moral cristã e coibir seus desvios, e que preferencialmente deviam ter laços com o PRR. Em Caxias, sintomaticamente, o Apostolado teve em sua Direção membros com importantes ligações políticas: a presidente, Amazília Pinto de Moraes, era esposa do futuro intendente José Penna de Moraes, a tesoureira, Luiza Ronca, era esposa de um conselheiro municipal, e a secretária, Hermelinda de Lavra Pinto, esposa de um dos diretores do Jornal de Caxias, de tendência republicana. A fundação das Damas de Caridade foi em tudo semelhante, com membros ligados a destacadas figuras públicas, como a mesma Amazília, também presidente. Os terrenos para a construção da sua sede e hospital foram doados pela maçonaria através da intervenção do marido, então já intendente e presidente honorário da Sociedade Recreio Dante. Orquestrava-se, desta maneira, uma sólida rede de reciprocidades entre os principais poderes da cidade, processo em que Meneguzzi desempenhou um papel-chave. Segundo Biavaschi, "foi marcante a presença do padre João Meneguzzi na política caxiense na década de 1920, principalmente a partir da eleição ao governo estadual em 1922". Sua atividade era tão marcante que chegou a suscitar um protesto na capa do jornal O Brasil de 20 de outubro de 1923 contra a alegada transformação dos templos religiosos em palanques políticos, onde "demagogos pregavam a subversão", e em 1924 a Aliança Libertadora chegou a divulgar à sua revelia um panfleto propondo sua candidatura para a intendência, o que despertou polêmica em um período de crise na sucessão.
A aliança articulada entre o PRR e a Igreja assegurou a continuidade do partido no poder e abateu a oposição de outros partidos. Em 1924 foi eleito Celeste Gobbato para a Intendência, um candidato de consenso, representante tanto dos católicos como dos republicanos, além de, como italiano de nascimento, agradar aos locais pela sua etnia. Em sua gestão Meneguzzi participou da Comissão Pró-Caxias, uma equipe composta de personalidades ilustres e criada com o objetivo de "colaboração junto aos poderes públicos municipais na solução dos variados problemas que afetam a vida de Caxias”. A Comissão foi estruturada em várias sub-comissões setoriais. De todas, a mais influente foi a Sub-Comissão de Propaganda, que foi completamente dominada pela Igreja. Nas palavras de Eliana Rela,
“A Igreja não participara diretamente do processo eleitoral de 1924, mas investira durante longo tempo na organização e formação de um ‘grupo de pressão’, cuja atuação lhe facilitasse o acesso ao poder político com vistas a influenciar suas decisões. A instituição católica não administraria o município por conta própria, no entanto, estava organizada para influenciar e mudar aspectos da sociedade, segundo seus interesses. [...] De todas as sub-comissões a que mais se destacou, enquanto atuação, foi a de Propaganda, pois estando nas mãos da hierarquia eclesial, estavam à disposição da máquina governativa a imprensa católica, os sermões dominicais, as capelas... [...]
“Tanto as quantias arrecadadas pela Comissão de Propaganda como pela Caixa de Depósitos Populares, destinavam-se às obras do Plano de Metas, traçado pelo governo republicano. No plano traçado pela Igreja, para valorização e apoio ao governo de Celeste Gobbato, além das constantes matérias publicadas na imprensa católica enaltecendo o intendente e o seu desempenho, havia a necessidade de esse administrador participar das frequentes comemorações promovidas pela Igreja. Festas aos Santos, missas de aniversários, bençãos de sinos em várias capelas. Tanto que, no Livro Tombo da Paróquia Santa Teresa, Celeste Gobbato aparece como padrinho da benção dos sinos da Capela de Nª. Sª. de Monte Bérico, da Capela de S. Valentim, da Capela de Nª Sª do Pedancino e da Capela de S. José da VI Légua. Todas as solenidades de benção dos sinos foram realizadas pelo cônego Meneguzzi. À medida que a hierarquia eclesial articulava a propaganda do Intendente e sua ‘laboriosa administração’, o governo municipal, por sua vez, autorizava subvenções aos padres ou intermediava a liberação de benefícios doados pelo Governo do Estado. [...] Todo o apoio, externalizado pela Igreja local ao intendente, obteve deste o máximo empenho para a criação do Bispado de Caxias”.

## Legado
Meneguzzi ganhou o respeito da comunidade, sobre a qual exerceu grande influência. Recebeu muitas homenagens e elogios em vida, chamado de "respeitável", "acatado e prestigiado", "virtuoso" e "muito digno", "honrado e culto", "modelo perfeito de sacerdote e de pioneiro da boa causa", de "vida heroica e invicta", e dono de "excepcionais bondade e fé"; a imprensa da época traz numerosos agradecimentos de famílias pela sua dedicação incansável aos doentes e moribundos, e é lembrado como um grande organizador e um dínamo da vida comunitária em múltiplos níveis. De acordo com Brandalise, historiador da paróquia, "prosseguiu ele na realização do trabalho do seu antecessor, com brilho invulgar, tendo em seu vicariato de 32 anos e um dia realizado uma série de obras apostólicas e materiais que o tornaram merecedor da estima e consideração de Caxias". Seu nome hoje batiza uma avenida.